# Jimmy Maxwell
James Kendrick „Jimmy“ Maxwell (* 9. Januar 1917 in Stockton, Kalifornien; † 20. Juli 2002 in Great Neck, New York) war ein US-amerikanischer Trompeter des Swing. Dem Jazz Rough Guide zufolge war er „ein begnadeter Solist mit einer tollen Bühnenpräsenz“ und „eine weltbekannte Autorität in Sachen Trompete“, dessen Ratschläge auch von renommierten Musikern gesucht wurden. 

## Leben
Maxwell, der aus einer Musikerfamilie stammte, spielte zunächst Kornett und studierte Anfang der 1930er-Jahre bei Herbert L. Clarke und Benny Baker. Er begann seine Karriere 1933/34 bei Gil Evans, spielte dann bei Jimmy Dorsey (1936), Maxine Sullivan und Skinnay Ennis, bevor er Mitglied der Band von Benny Goodman wurde, der er von 1939 bis 1943 angehörte. Mit Goodman arbeitete er auch noch in späteren Jahren; so war er 1962 bei dessen Tournee durch die Sowjetunion dabei. Ab 1943 war er als Studiomusiker, zunächst für den Radiosender CBS tätig, dann für NBC; er spielte in den Shows von Perry Como (1945–63), Patti Page, Pat Boone und in The Tonight Show (1963–73). Maxwell spielte das Trompetensolo in der Titelmelodie des Coppola-Films Der Pate. Als Erster Trompeter des NBC-Orchesters ist er auf Hunderten von Aufnahmen und Jingles zu hören, die zwischen 1950 und 1980 entstanden sind.
Ab 1950 betätigte er sich auch als Musikpädagoge. Unter eigenem Namen spielte er 1977 ein Album für Circle Records ein. Als Sideman arbeitete er zudem mit Woody Herman (1958), Count Basie, Duke Ellington (1973), Oliver Nelson, Gerry Mulligan, Maynard Ferguson, Quincy Jones (1964), der New York Jazz Repertory Company, Chuck Israels National Jazz Ensemble und David Bergers Experimental Orchestra.  Weiterhin spielte er zwischen 1958 und 1964 auf dem New Yorker Straßenumzug zum Saint Patrick’s Day Dudelsack und ist auf diesem Instrument sogar auf Alben von John Lennon und Patti Smith (Easter) zu hören. In seinen späteren Jahren spielte Maxwell auch in Dixieland- und Swing-Ensembles wie Dick Sudhalters New California Ramblers. Dann zog er sich von der Bühne zurück, veröffentlichte in den frühen 1980er Jahren ein Lehrbuch über The First Trumpeter und unterrichtete bis 2001.